# فهرست برندگان مسابقات تاج سه‌گانه ورزش‌های موتوری

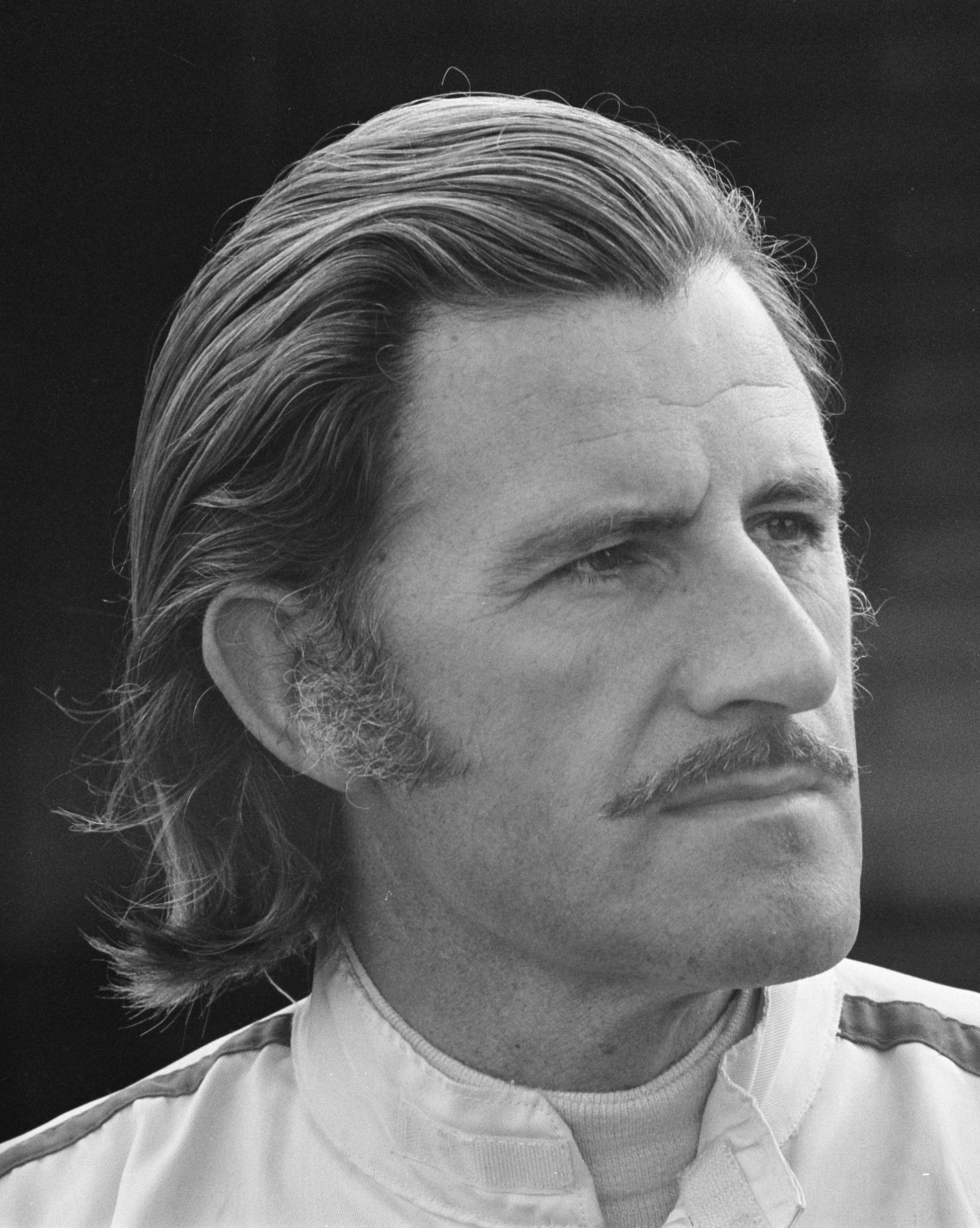
گراهام هیل تنها راننده ای است که موفق به کسب عنوان سه گانه موتوراسپرت شده است.

تاج سه‌گانهٔ ورزش‌های موتوری یک دستاورد غیررسمی برای رانندگان ورزش‌های موتوری است که به‌طور کلی به معنای پیروزی در سه مسابقهٔ معتبر ورزش‌های موتوری است. این رویدادهای سالانه عبارت‌اند از مسابقهٔ استقامتی مسابقات ۲۴ ساعته لمانز در پیست د لا سارت، ایندیاناپولیس ۵۰۰ برای خودروهای چرخ باز آمریکایی در پیست ایندیاناپلیس و جایزه بزرگ موناکو برای خودروهای فرمول یک در پیست موناکو. ایندیاناپولیس ۵۰۰ در سال ۱۹۱۱ معرفی شد، پس از آن مسابقهٔ ۲۴ ساعتهٔ لمانز در سال ۱۹۲۳ و جایزه بزرگ موناکو در سال 1929. تمام این مسابقات بین ماه‌های مه و ژوئن برگزار می‌شوند. از آنجا که ایندیاناپولیس ۵۰۰ و جایزه بزرگ موناکو به‌طور سنتی در آخرین آخر هفتهٔ ماه مه برگزار می‌شوند، برای رانندگان مدرن امکان شرکت در هر سه رویداد را می‌دهد.
هیچ جایزه ای به راننده ای که تاج سه گانه را کامل کند تعلق نمی‌گیرد.
تا سال ۲۰۲۴، ۲۶۱ راننده از ۲۳ کشور مختلف در مسابقات تاج سه گانه پیروز شده‌اند اما تنها گراهام هیل موفق به تکمیل و کسب تاج سه گانه شده است شده است. تام کریستنسن بیشترین تعداد پیروزی‌ها در مسابقات تاج سه گانه را با ۹ پیروزی در مسابقات ۲۴ ساعته لمانز به دست آورده است که رکورد بیشترین پیروزی در این رویداد را نیز داراست؛ هیل دو پیروزی کمتر در مجموع داشت که شامل پنج پیروزی در جایزه بزرگ موناکو می‌شود. آیرتون سنا شش رویداد تاج سه گانه را همگی در جایزه بزرگ موناکو برده است، که او را هم‌تراز با جکی ایکس در رتبه سوم کل قرار داده است و رکورد هیل را برای بیشترین تعداد پیروزی در موناکو شکسته است. رانندگان هلیو کاسترونوس، ای. جی. فویت، ریک میر و ال آنسر رکورد مشترکی برای بیشترین تعداد پیروزی در ایندیاناپولیس ۵۰۰ دارند.
تاکنون ۱۹ راننده در هر سه مسابقه تاج سه گانه شرکت کرده‌اند و حداقل در یکی از آن‌ها پیروز شده‌اند.
هیچ‌کس در طول یک سال تقویمی هر سه مسابقه تاج سه گانه را نبرده است. فرناندو آلونسو، ای. جی. فویت، بروس مک‌لارن، خوان پابلو مونتویا، تاتزیو نوولاری، جوهن رایندت و موریس ترینتیگنانت، هفت راننده‌ای هستند که در دو رویداد از سه رویداد تاج سه گانه پیروز شده‌اند. از این هفت نفر، تنها مونتویا توانسته در دو رویداد ایندیاناپولیس ۵۰۰ و در جایزه بزرگ موناکو پیروز شود، همچنین فویت توانسته است در ۲۴ ساعته لمانز و در ایندیاناپولیس ۵۰۰ پیروز شود. پنج نفر باقی‌مانده در هر دو رویداد ۲۴ ساعته لمانز و جایزه بزرگ موناکو پیروز شده‌اند.

## برندگان
| * | راننده تمامی مسابقات تاج سه گانه ورزش‌های موتوری را تکمیل کرده است. |

| سال  | ایندیاناپلیس ۵۰۰    | ایندیاناپلیس ۵۰۰ | جایزه بزرگ موناکو | جایزه بزرگ موناکو | مسابقات ۲۴ ساعته لمانز | مسابقات ۲۴ ساعته لمانز |
| سال  | ملیت                | راننده           | ملیت              | راننده            | ملیت                   | راننده                 |
| ---- | ------------------- | ---------------- | ----------------- | ----------------- | ---------------------- | ---------------------- |
| ۱۹۱۱ | ایالات متحده آمریکا | ری هارون         | برگزار نشده است   | برگزار نشده است   | برگزار نشده است        | برگزار نشده است        |

یادداشت‌ها
1. ↑  هیچ‌کس در طول یک سال تقویمی هر سه مسابقه تاج سه گانه را نبرده است. فرناندو آلونسو، فویت، بروس مک‌لارن، خوان پابلو مونتویا، تاتزیو نوولاری، یوخن ریندت و موریس ترینتیگنانت، هفت راننده‌ای هستند که در دو رویداد از سه رویداد تریپل کراون پیروز شده‌اند. از این هفت نفر، تنها مونتویا توانسته هم در ایندیاناپولیس ۵۰۰ و هم در جایزه بزرگ موناکو پیروز شود، در حالی که تنها فویت توانسته هم در ۲۴ ساعته لمانز و هم در ایندیاناپولیس ۵۰۰ پیروز شود. پنج نفر باقی‌مانده در هر دو رویداد ۲۴ ساعته لمانز و جایزه بزرگ موناکو پیروز شده‌اند.[۱۲][۱۳]